# Ananda Samarakone
Ananda Samarakone (13 de janeiro de 1911 - 5 de abril de 1962) foi um compositor e músico do Sri Lanka. Sua composição mais conhecida é o Sri Lanka Matha, o hino nacional do Sri Lanka, adotado como hino do país em 22 de novembro de 1951.

## Biografia
Samarakone nasceu com o nome de George Wilfred Alwis em uma família cristã no Sri Lanka. Em 1936, Samarakone foi para Shantinikethan, na Índia a fim de estudar arte e música. Seis meses depois retorna ao Sri Lanka, e muda seu nome para Ananda Samarakone, após se converter ao Budismo.
Sua inspiração na música foi o indiano Rabindranath Tagore, que o influenciou a criar um estilo de música próprio para o povo do Sri Lanka.

### Vida artística
Samarakone foi pintor e compositor de vários quadros e músicas, respectivamente.

## Morte
Em 5 de abril de 1962, aos 51 anos, ele se suicida, com uma overdose de calmantes.